# Мілфорд-Сквер (Пенсільванія)
Мілфорд-Сквер (англ. Milford Square) — переписна місцевість (CDP) в США, в окрузі Бакс штату Пенсільванія. Населення — 1137 осіб (2020).

## Географія
Мілфорд-Сквер розташований за координатами 40°25′59″ пн. ш. 75°24′18″ зх. д. / 40.43306° пн. ш. 75.40500° зх. д. (40.433182, -75.405024).  За даними Бюро перепису населення США в 2010 році переписна місцевість мала площу 2,39 км², з яких 2,38 км² — суходіл та 0,00 км² — водойми.

## Демографія
Згідно з переписом 2010 року, у переписній місцевості мешкало 897 осіб у 331 домогосподарстві у складі 242 родин. Густота населення становила 376 осіб/км².  Було 342 помешкання (143/км²).
Расовий склад населення:
| - 96,1 % — білих - 1,2 % — чорних або афроамериканців - 0,7 % — азіатів - 0,1 % — корінних американців |

До двох чи більше рас належало 1,7 %. Частка іспаномовних становила 1,6 % від усіх жителів.
За віковим діапазоном населення розподілялося таким чином: 24,3 % — особи молодші 18 років, 65,3 % — особи у віці 18—64 років, 10,4 % — особи у віці 65 років та старші. Медіана віку мешканця становила 36,9 року. На 100 осіб жіночої статі у переписній місцевості припадало 102,9 чоловіків;  на 100 жінок у віці від 18 років та старших — 97,4 чоловіків також старших 18 років.
Середній дохід на одне домашнє господарство  становив 120 222 долари США (медіана — 85 190), а середній дохід на одну сім'ю — 127 008 доларів (медіана — 86 603). 
Цивільне працевлаштоване населення становило 900 осіб. Основні галузі зайнятості: роздрібна торгівля — 25,6 %, освіта, охорона здоров'я та соціальна допомога — 15,8 %, виробництво — 15,4 %.